# Čerkessk
Čerkéssk (in russo Черке́сск?; in caraciai Черкесск, Çerkessk; in cabardo Шэрджэс къалэ, Šărdžăs qală) è una città della Russia europea meridionale, capitale della Repubblica di Karačaj-Circassia, sul versante settentrionale della catena del Caucaso. Sorge sulle rive del fiume Kuban'.

## Storia
Il primo insediamento è stato fondato nel 1804 dai cosacchi con il nome di Batalpašinskaja (in russo Баталпашинская?) e ha successivamente subito quattro cambi di nome in otto anni: 
- Batalpašinsk (Баталпашинск) nel 1931;
- Sulimov (Сулимов) dal 1934 al 1937;
- Ežovo-Čerkessk (Ежово-Черкесск) nel 1937;
- infine, nel 1939, Čerkessk.